# Miniopterus maghrebensis
Miniopterus maghrebensis és una espècie de ratpenat de la família dels minioptèrids. Viu al Marroc i Tunísia. Es tracta d'un ratpenat petit, amb una llargada de cap a gropa de 60 mm, els avantbraços de 45–48 mm, la cua de 63 mm, els peus de 6–9 mm i les orelles de 13,4 mm. S'alimenta d'insectes. Com que fou descoberta fa poc, l'estat de conservació d'aquesta espècie encara no ha estat avaluat formalment. El seu nom específic, maghrebensis, significa 'magribí'.